# قطعنامه ۱۲۵۳ شورای امنیت
قطعنامه ۱۲۵۳ شورای امنیت سازمان ملل متحد که در تاریخ ۲۸ جولای ۱۹۹۹ تصویب شد، سندی بین‌المللی دربارهٔ پذیرش اعضای تازه در سازمان ملل: پادشاهی تونگا است. این قطعنامه طی نشست ۴۰۲۶ام تصویب شد.